# Martyniwka (obwód czerkaski)
Martyniwka (ukr. Мартинівка, hist. pol. Martynówka) – wieś na Ukrainie, w obwodzie czerkaskim, w rejonie czerkaskim. W miejscowości urodził się Ludwik Waryński.
W 2001 liczyła 1324 mieszkańców, wśród których 1290 jako ojczysty język wskazało ukraiński, 29 rosyjski, 3 mołdawski, 1 białoruski, a 1 inny.

## Urodzeni
- Ludwik Waryński